# TBATA
TBATA (англ. Thymus, brain and testes associated) – білок, який кодується однойменним геном, розташованим у людей на 10-й хромосомі. Довжина поліпептидного ланцюга білка становить 351 амінокислот, а молекулярна маса — 39 460.
| 10         |  | 20         |  | 30         |  | 40         |  | 50         |
| ---------- |  | ---------- |  | ---------- |  | ---------- |  | ---------- |
| MATDVQLADY |  | PLMSPKAELK |  | LEKKSGRKPR |  | SPRDSGPQKE |  | LVIPGIVDFE |
| RIRRALRTPK |  | PQTPGTYCFG |  | RLSHHSFFSR |  | HHPHPQHVTH |  | IQDLTGKPVC |
| VVRDFPAPLP |  | ESTVFSGCQM |  | GIPTISVPIG |  | DPQSNRNPQL |  | SSEAWKKELK |
| ELASRVAFLT |  | KEDELKKKEK |  | EQKEEPLREQ |  | GAKYSAETGR |  | LIPASTRAVG |
| RRRSHQGQQS |  | QSSSRHEGVQ |  | AFLLQDQELL |  | VLELLCRILE |  | TDLLSAIQFW |
| LLYAPPKEKD |  | LALGLLQTAV |  | AQLLPQPLVS |  | IPTEKLLSQL |  | PEVHEPPQEK |
| QEPPCSQSPK |  | KTKISPFTKS |  | EKPEYIGEAQ |  | VLQMHSSQNT |  | EKKTSKPRAE |
| S          |  |            |  |            |  |            |  |            |

A: Аланін

C: Цистеїн

D: Аспарагінова кислота

E: Глутамінова кислота

F: Фенілаланін

G: Гліцин

H: Гістидин

I: Ізолейцин

K: Лізин

L: Лейцин

M: Метіонін

N: Аспарагін

P: Пролін

Q: Глутамін

R: Аргінін

S: Серин

T: Треонін

V: Валін

W: Триптофан

Кодований геном білок за функцією належить до білків розвитку. 
Задіяний у таких біологічних процесах, як диференціація клітин, сперматогенез, альтернативний сплайсинг. 
Локалізований у цитоплазмі.